# Williamsfield Township
Williamsfield Township ist eines von 27 Townships des Ashtabula Countys im US-Bundesstaat Ohio. Gemäß der Volkszählung im Jahr 2000 waren hier 1683 Einwohner registriert.

## Geografie
Williamsfield Township liegt im äußersten Südosten des Ashtabula Countys im äußersten Nordosten von Ohio, ist im Norden etwa 40 km vom Eriesee entfernt, grenzt im Osten an Pennsylvania und im Uhrzeigersinn an die Townships: Andover Township, South Shenango Township im Crawford County (Pennsylvania), West Shenango Township (Crawford County, Pennsylvania), Kinsman Township im Trumbull County, Gustavus Township (Trumbull County), Wayne Township und Cherry Valley Township.

## Verwaltung
Das Township wird durch ein Board of Trustees, bestehend aus drei gewählten Mitgliedern, verwaltet. Zwei Personen werden jeweils im Jahr nach der Präsidentschaftswahl gewählt und eine jeweils im Jahr davor. Die Amtszeit dauert in der Regel vier Jahre und beginnt jeweils am 1. Januar. Daneben gibt es noch einen Township Clerk (Schriftführer), der ebenfalls im Jahr vor der Präsidentschaftswahl auf eine vierjährige Amtszeit gewählt wird. Dessen Amtszeit beginnt jeweils am 1. April.